# Abdij Sint-Hildegard
De Abdij Sint-Hildegard  (Duits: Abtei St. Hildegard) is een abdij van de Benedictinessen in het Duitse Eibingen bij Rüdesheim am Rhein in het bisdom Limburg. Sinds 2002 maakt de abdij onderdeel uit van het UNESCO-werelderfgoed Boven Midden-Rijndal. De Benedictinessen voorzien in hun levensonderhoud door wijnbouw, een kloosterwinkel, kunstateliers en gasten die in het klooster verblijven. 

## Orgel
Het orgel in de abdijkerk werd in het jaar 2004 in het kader van het 100-jarig jubileum van het klooster door de orgelbouwer Romanus Seifert & Zoon uit Kevelaer gebouwd.

## Geschiedenis
De huidige abdij is kerkenrechtelijk de opvolger van de door de heilige Hildegard van Bingen opgerichte kloosters Rupertsberg en Eibingen.
Het Sint-Hildegardklooster werd gesticht door prins Karl Heinrich zu Löwenstein-Wertheim-Rosenberg, rijksdagafgevaardigde van de Duitse Centrum Partij (Deutsche Zentrumspartei) en de eerste voorzitter van het Centrale Comité van de Duitse Katholieken (Zentralkomitee der deutschen Katholiken). De abdij ligt te midden van een wijnbouwgebied boven Eibingen en werd in de jaren 1900-1904 in neoromaanse stijl gebouwd.   
In 1941 werden de zusters door de Gestapo verdreven als gevolg van de planmatige opheffing van kloosters door de nationaalsocialisten.  Na het einde van de Tweede Wereldoorlog konden de zusters terugkeren.
In 2018 werden in de abdij, evenals in de parochiekerk "St. Hildegard und St. Johannes der Täufer" te Eibingen waar zich in een gouden schrijn de stoffelijke resten van Hildegard bevinden, opnamen gemaakt voor de Twentse speelfilm van Herman Finkers De beentjes van Sint-Hildegard die in 2020 is uitgebracht.

## Afbeeldingen

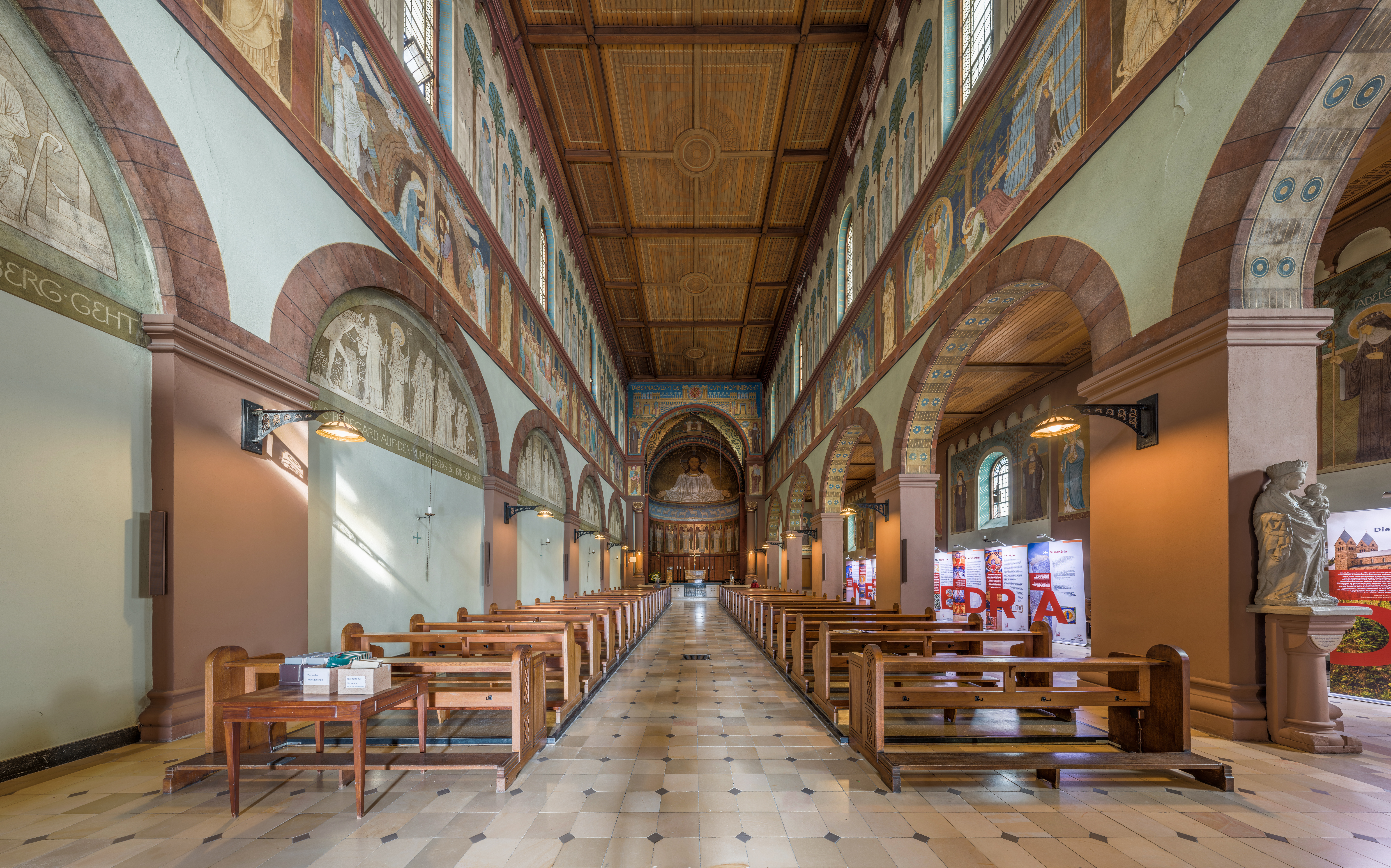
Interieur abdijkerk
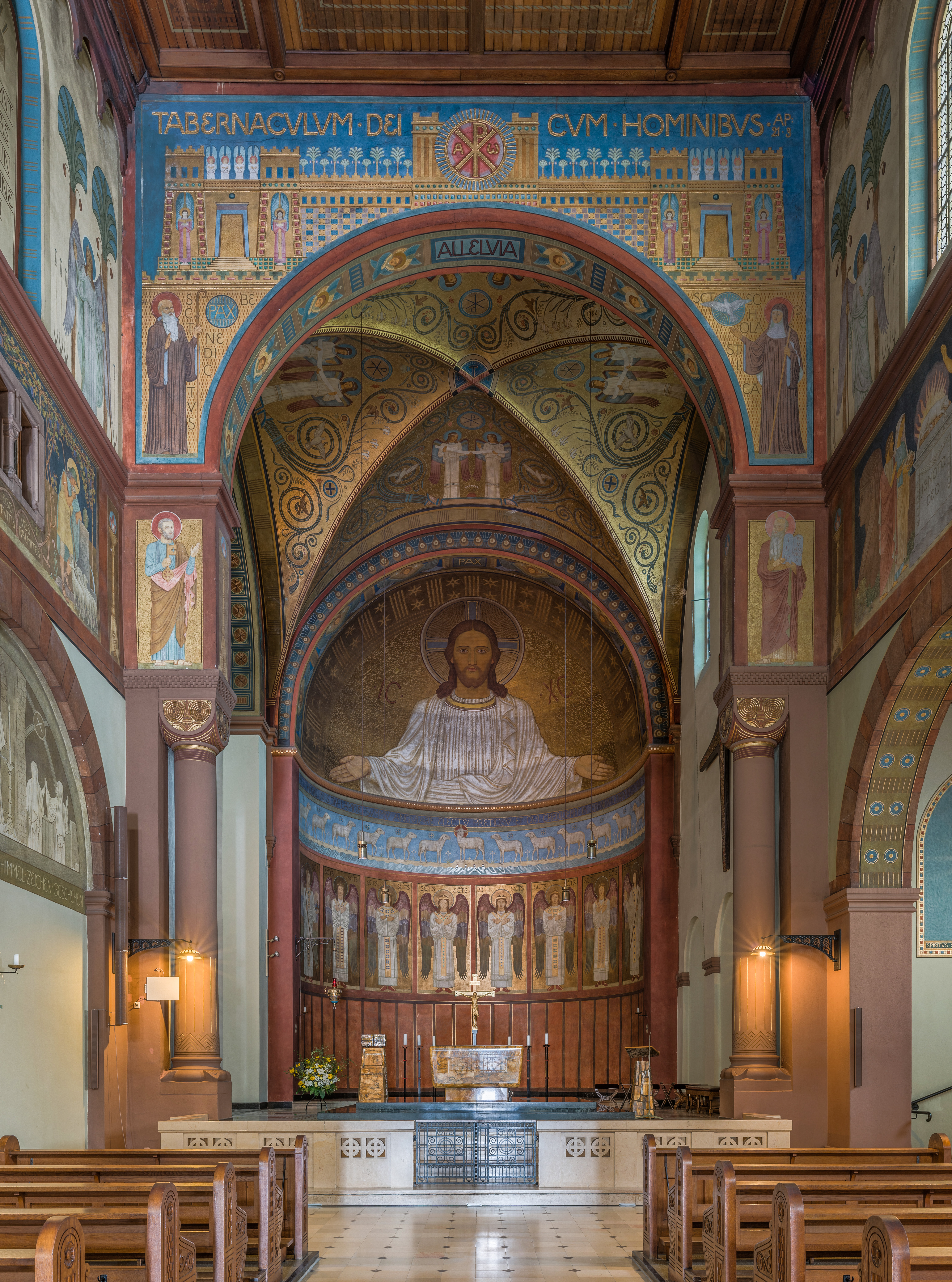
Koor abdijkerk